# Brug bij Grobbendonk
De brug bij Grobbendonk is een boogbrug over het Albertkanaal in de Belgische gemeente Grobbendonk. Een eerdere brug op deze locatie was een liggerbrug die in 2007 dermate zwaar beschadigd raakte dat het verkeer er nadien slechts beurtelings overheen kon om overbelasting te voorkomen.